# إتش بي أو ناو
إتش بي أو الآن هو خدمة مشاهدة مدفوعة للفيديو حسب الطلب تمتلكها وتديرها شبكة قنوات إتش بي أو. كشف النقاب رسمياعن الخدمة يوم التاسع من  مارس 2015 و أطلقت في السابع من نيسان / أبريل 2015. الخدمة تسمح للمشتركين مشاهدة مكتبة البرامج التي تنتجها الشبكة والأفلام وغيرها من المحتوى على أجهزة الكمبيوتر الشخصية، الهواتف الذكية، الأجهزة اللوحية و ومشغلات الوسائط الرقمية.